# Chapelle Sainte-Thérèse de Valenton
La chapelle Sainte-Thérèse du Val Pompadour est rattachée à la paroisse de Valenton, elle est située dans la commune de Valenton,.

## Description
Elle s'ouvre sur une façade antérieure flanquée d'un porche d'entrée. Son plan allongé comporte une nef à vaisseau unique éclairée par des baies en plein cintre, et terminée par un clocher-mur qui surmonte un chevet plat.

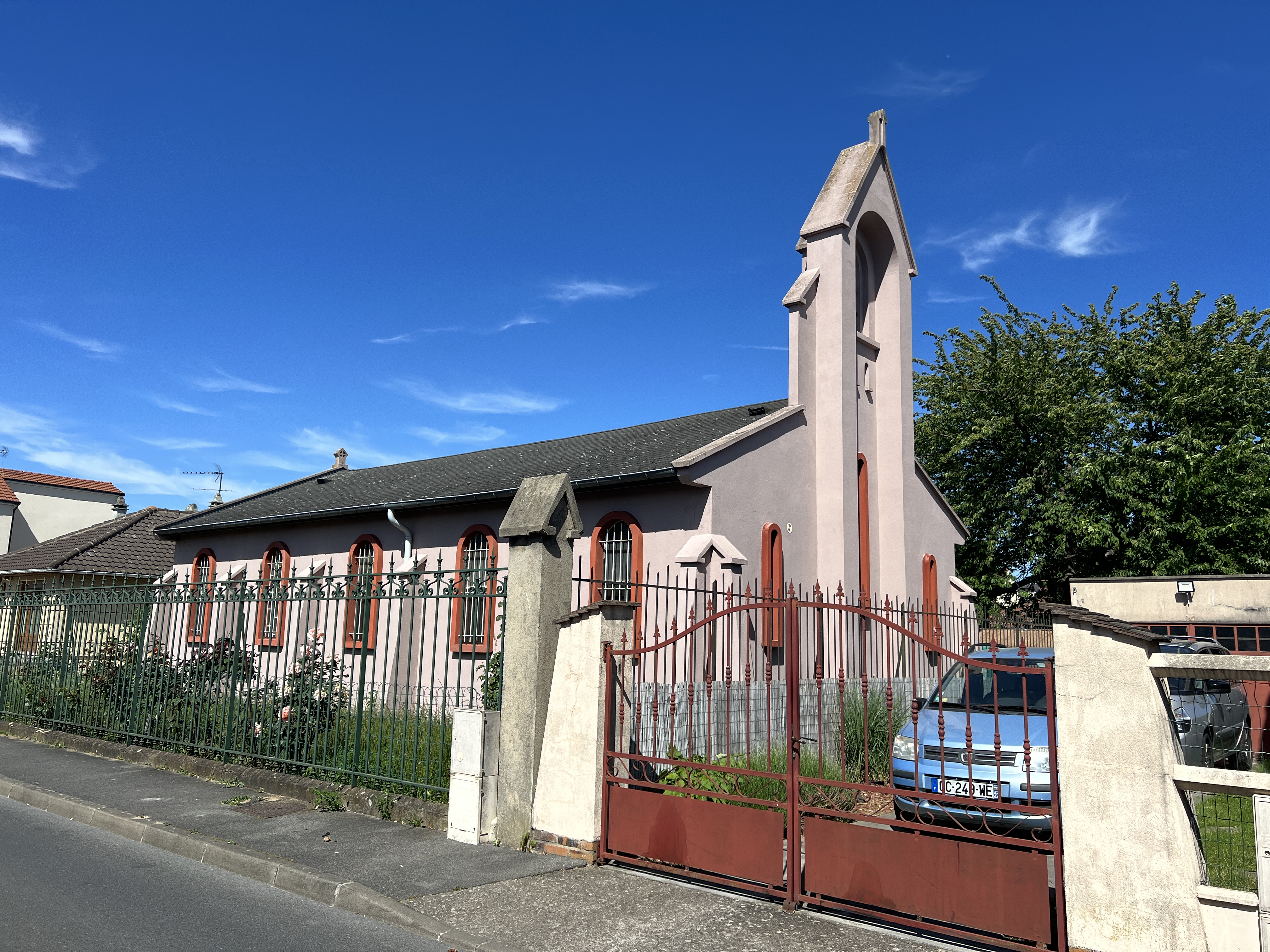
La chapelle Sainte-Thérèse, rue Victor-Hugo, mai 2022.

## Paroisse
Elle est rattachée à la paroisse Notre-Dame de l’Assomption,.

## Historique
Elle est nommée comme fondé en 1929 par l'abbé Ducoin, dès la formation du nouveau lotissement de cheminots de Pompadour (semaine religieuse de Versailles du 20 juillet 1947).
Elle fut détruite par les bombardements de Pâques le 10 avril 1944, et en subit d'autres, notamment celui du 14 juillet 1944, qui rasa quasiment le quartier du Val-Pompadour.
Le curé, Léon Le Corroler (né le 11 mai 1901) et installé le 30 octobre 1938 à Valenton indique dans sa lettre aux paroissiens  :« Le 9 avril 1944, au soir de Pâques, après une magnifique journée de printemps où tout chantait la joie pascale, une véritable tornade de fer et de feu, -plusieurs milliers de bombes de 250 à 500 kg - s’abattait à minuit, sur la petite paroisse de Valenton, dans la banlieue sud de Paris, et la cité voisine Villeneuve Saint Georges, y faisant de nombreuses victimes et causant des dégâts considérables dans les habitations... C'est au cours de ces bombardements que la Chapelle du lotissement de Pompadour, annexe de Valenton, fut pratiquement détruire... l’Église de Valenton, elle, encadrée par les bombes voyait tomber ses vitraux tandis que s'effondraient la voute du bas-côté de la chaire et le plafond de la grande sacristie. »[réf. nécessaire]
Elle fut reconstruite entre le 15 octobre 1946 et le 1er juillet 1947 et consacrée le 6 juillet 1947 par Monseigneur Henri Audrain, évêque auxiliaire de Versailles. N'offrant plus de culte au début du XXIe siècle, elle fut réhabilitée en 2010 avec une nouvelle salle paroissiale.[réf. nécessaire]
Une bénédiction du centenaire de la paroisse a été célébrée le 1er octobre 2025[réf. nécessaire].
La cloche de la chapelle a été bénie le 2 mars 1947, elle est l'œuvre de la maison Blanchet, et fut nommée Marie-Thérèse Elizabeth, Marie et Thérèse du nom de la protection céleste de la paroisse N.-D. de Valenton  et de Sainte Thérèse de l'Enfant Jésus, Elizabeth du nom de la marraine. Elle pèse 80 kg, et fut construite à partie de l'ancienne cloche (15 kg).
Voici le texte de l'inscription : « Destinée à la chapelle de Pompadour, détruite au cours des bombardements de Paques et du 14 juillet, je suis faite en partie de l'ancienne cloche. j'ai été bénite le 2 mars 1947 en l'Eglise de Valenton par Mr Vandewelde, Vicaire général, assisté de Monsieur l'abbé Léon de Corroller, Curé de Valenton. J'ai eu pour parrain René Hannequin et pour Marraine Madame Maurice Laurence. Je m'appelle Marie Thérèse Elizabeth ».